# Distretto di Khamkeut
Il distretto di Khamkeut è uno dei sei distretti (mueang) della provincia di Bolikhamxai, nel Laos. Ha come capoluogo la città di Khamkeut.